# Жане, Поль
Поль Жане (фр. Paul Alexandre René Janet; 30 апреля 1823, Париж — 4 октября 1899, Париж) — французский философ, ученик В. Кузена, работал профессором философии в Париже, один из видных борцов против философского материализма.
В числе его работ, напечатанных в России: «Современный материализм» (М.: П. В. Шишов, 1867), «Мораль и политика на Востоке» (СПб., 1874), «Конечные причины или целесообразный порядок вещей в природе и его причина» (Киев: тип. В. Давиденко, 1878).
Извлечения из его сочинений, направленных против Людвига Бюхнера, наряду с работами Фридриха Фабри, переведены в сборнике Заркевича: «Материализм, наука и христианство».
Дядя Пьера Жане.

## Сочинения
- Essai sur la dialectique dans Platon et dans Hegel (2 изд., 1860);
- La famille; leçons de philosophie morale (1855; 10 изд., 1873)
- Philosophie du bonheur (4 изд., 1873);
- Le matérialisme contemporain en Allemagne (3 изд., 1878);
- La crise philosophique (1865);
- Le cerveau et la pensée (1867);
- Eléments de morale (1870);
- Histoire de la science politique dans ses rapports avec la morale (3 изд., 1886);
- Les problèmes du XIX siècle (1872);
- La morale (1874);
- Philosophie de la Révolution française (1875);
- Les causes finales (1877);
- Sainl-Simon et le Saint-Simonisme (1878);
- La philosophie française contemporaine (1879);
- Traité élémentaire de philosophie (4 изд., 1884);
- Les maîtres de la pensée moderne (1883);
- Les origines du socialisme contemporain (1883);
- Victor Cousin et son oeuvre (1885);
- Les passions et les caractères dans la littérature française au XVII siècle (1888);
- Dieu, l’homme et la béatitude (1878, с введением).